# 思茅独活
思茅独活（学名：Heracleum henryi）为伞形科独活属的植物，是中国的特有植物。分布于中国大陆的云南等地，生长于海拔1,500米至2,300米的地区，见于山坡林缘，目前尚未由人工引种栽培。